# Elsbethen
Elsbethen è un comune austriaco di 5 311 abitanti nel distretto di Salzburg-Umgebung, nel Salisburghese.

## Monumenti e luoghi d'interesse
- Castel Goldenstein